# Momo
Momo är en tysk-italiensk familjefilm från år 1986. Filmen regisserades av Johannes Schaaf och är baserad på Michael Endes bok Momo - eller kampen om tiden. 

## Handling
I en liten by går tiden väldigt långsamt. Stress är ett okänt begrepp och alla fördriver tiden med att småprata och vila - tills dagen då de grå männen anländer. Med en avancerad försäljningsstrategi erbjuder de människorna i byn att öppna varsitt konto där de kan samla tid. 
Plötsligt känner sig alla oerhört stressade att börja vinna tid som de kan sätta in på sina konton - alla utom Momo, som är den enda som inte känner sig stressad alls. Momos vänner har inte längre tid för någon vänskap eller andra sociala aktiviteter, så Momo bestämmer sig för att ensam bekämpa de grå männen.

## Om filmen
En annan av Michael Endes böcker, Den oändliga historien, filmatiserades år 1984. Ende blev oerhört missnöjd med denna filmatisering. Så när Momo skulle filmatiseras bestämde sig Ende för att själv medverka i filmen, så att han kunde bevaka filminspelningen på plats.

## Rollista i urval
- Radost Bokel - Momo
- Mario Adorf - Nicola
- Sylvester Groth - Agent BLW
- Leopoldo Trieste - Beppo
- Ninetto Davoli - Nino
- Bruno Stori - Gigi
- John Huston